# Saclas
Saclas és un municipi francès, situat al departament de l'Essonne i a la regió de Illa de França. L'any 2007 tenia 1.798 habitants.
Forma part del cantó d'Étampes, del districte d'Étampes i de la Comunitat d'aglomeració de l'Étampois Sud-Essonne.

## Demografia

### Població
El 2007 la població de fet de Saclas era de 1.798 persones. Hi havia 673 famílies, de les quals 171 eren unipersonals (74 homes vivint sols i 97 dones vivint soles), 183 parelles sense fills, 245 parelles amb fills i 74 famílies monoparentals amb fills.
La població ha evolucionat segons el següent gràfic:
Habitants censats

### Habitatges
El 2007 hi havia 765 habitatges, 693 eren l'habitatge principal de la família, 29 eren segones residències i 43 estaven desocupats. 618 eren cases i 146 eren apartaments. Dels 693 habitatges principals, 528 estaven ocupats pels seus propietaris, 153 estaven llogats i ocupats pels llogaters i 13 estaven cedits a títol gratuït; 16 tenien una cambra, 66 en tenien dues, 130 en tenien tres, 184 en tenien quatre i 298 en tenien cinc o més. 519 habitatges disposaven pel capbaix d'una plaça de pàrquing. A 306 habitatges hi havia un automòbil i a 323 n'hi havia dos o més.

### Piràmide de població
La piràmide de població per edats i sexe el 2009 era:
| Homes | Edats   | Dones |
| ----- | ------- | ----- |
| 0     | 95 o +  | 0     |
| 0     | 90 a 94 | 8     |
| 12    | 85 a 89 | 4     |
| 4     | 80 a 84 | 16    |
| 24    | 75 a 79 | 40    |
| 16    | 70 a 74 | 20    |
| 36    | 65 a 69 | 52    |
| 36    | 60 a 64 | 36    |
| 40    | 55 a 59 | 44    |
| 60    | 50 a 54 | 44    |
| 80    | 45 a 49 | 72    |
| 44    | 40 a 44 | 60    |
| 52    | 35 a 39 | 56    |
| 72    | 30 a 34 | 72    |
| 52    | 25 a 29 | 64    |
| 44    | 20 a 24 | 20    |
| 84    | 15 a 19 | 52    |
| 44    | 10 a 14 | 40    |
| 76    | 5 a 9   | 36    |
| 48    | 0 a 4   | 68    |

## Economia
El 2007 la població en edat de treballar era de 1.179 persones, 885 eren actives i 294 eren inactives. De les 885 persones actives 806 estaven ocupades (419 homes i 387 dones) i 79 estaven aturades (50 homes i 29 dones). De les 294 persones inactives 111 estaven jubilades, 87 estaven estudiant i 96 estaven classificades com a «altres inactius».

### Ingressos
El 2009 a Saclas hi havia 697 unitats fiscals que integraven 1.725 persones, la mediana anual d'ingressos fiscals per persona era de 20.754 €.

### Activitats econòmiques
Dels 73 establiments que hi havia el 2007, 1 era d'una empresa alimentària, 2 d'empreses de fabricació d'altres productes industrials, 14 d'empreses de construcció, 16 d'empreses de comerç i reparació d'automòbils, 2 d'empreses de transport, 5 d'empreses d'hostatgeria i restauració, 3 d'empreses d'informació i comunicació, 1 d'una empresa financera, 6 d'empreses immobiliàries, 7 d'empreses de serveis, 8 d'entitats de l'administració pública i 8 d'empreses classificades com a «altres activitats de serveis».
Dels 25 establiments de servei als particulars que hi havia el 2009, 1 era una oficina de correu, 4 tallers de reparació d'automòbils i de material agrícola, 1 autoescola, 2 guixaires pintors, 3 fusteries, 2 lampisteries, 2 electricistes, 2 perruqueries, 1 restaurant, 5 agències immobiliàries i 2 salons de bellesa.
Dels 3 establiments comercials que hi havia el 2009, 1 era una botiga de més de 120 m², 1 una botiga de menys de 120 m² i 1 una fleca.
L'any 2000 a Saclas hi havia 5 explotacions agrícoles.

## Equipaments sanitaris i escolars
El 2009 hi havia 1 hospital de tractaments de mitja durada (seguiment i rehabilitació) i 1 farmàcia.
El 2009 hi havia 1 escola maternal i 1 escola elemental.

## Poblacions més properes
El següent diagrama mostra les poblacions més properes.